# Habitatge plurifamiliar al carrer Blasco de Garay, 26 (Barcelona)
L'Habitatge plurifamiliar al carrer Blasco de Garay, 26 és una obra de Barcelona protegida com a Bé Cultural d'Interès Local.

## Descripció

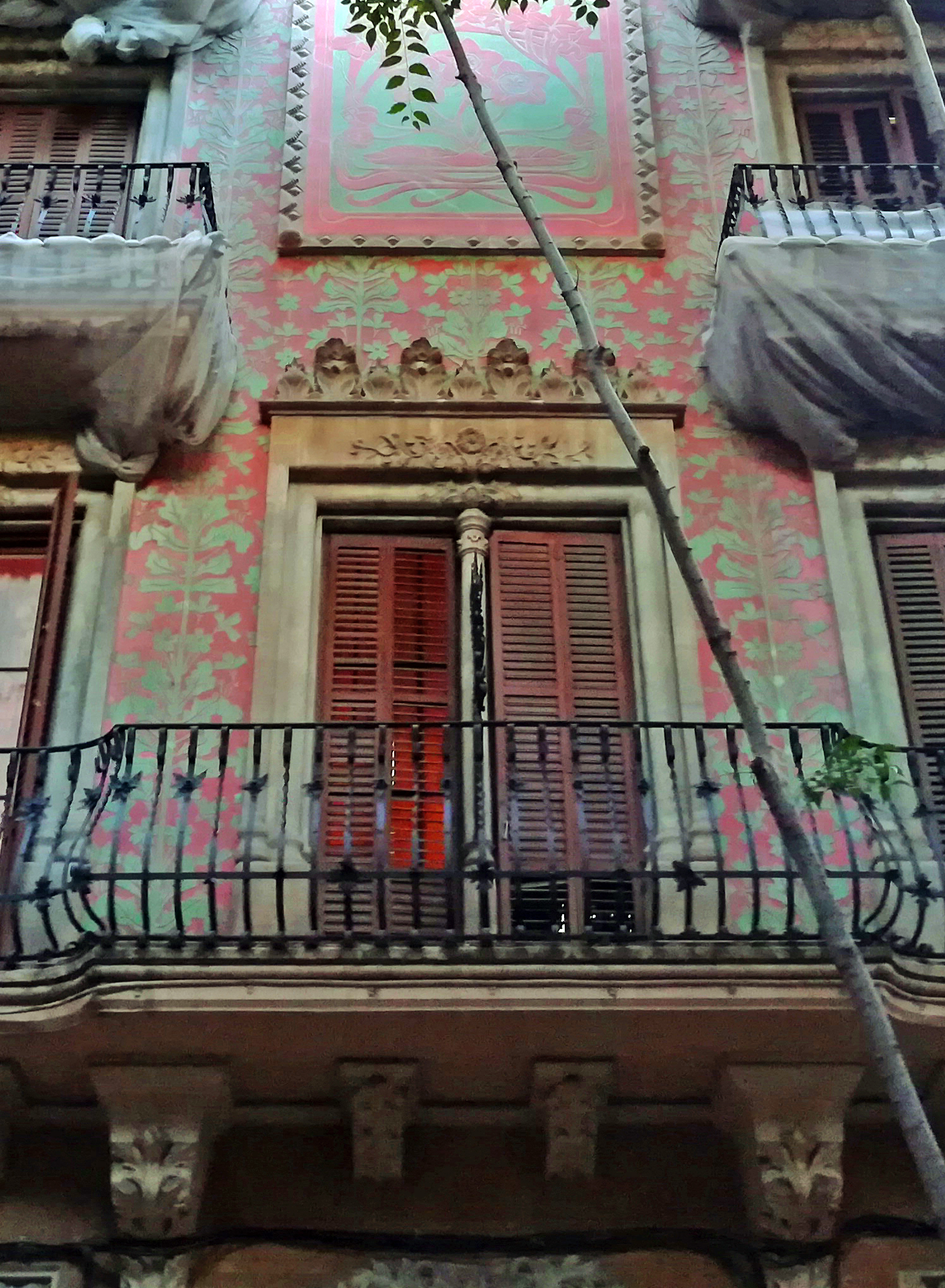
Balcó i esgrafiats

Aquesta casa es troba al carrer Blasco de Garay, al Poble Sec. És un edifici entre mitgeres que consta de planta baixa, quatre pisos i terrat. A la planta baixa s'obren tres portes, la central, que es correspon amb el portal, és d'arc pla i les laterals, que són locals comercials, allindades. El parament està decorat amb franges horitzontals. Per sobre les obertures hi ha un fris decorat amb motius vegetals en relleu. A la primera planta tres portes s'obren a un balcó corregut amb la barana de ferro forjat i la llosana recolza sobre mènsules esculpides. Les portes laterals estan motllurades i tenen la llinda decorada amb un relleu floral. La porta central és de característiques similars però té una columna al mig i la part superior de la llinda està decorada amb flors de pedra. Al tres pisos superiors s'obren dues obertures per planta seguint els eixos longitudinals de les portes dels extrems del primer pis. Aquestes donen a balcons individuals amb la barana de ferro forjat i la llosana recolzada sobre mènsules. La decoració de les portes és similar a les del primer pis. L'espai deixat lliure al centre està ocupat per un gran esgrafiat de temàtica floral emmarcat per una motllura. La resta del parament està decorat amb esgrafiats vegetals. La façana està coronada per un fris amb esgrafiats on se situen unes mènsules que aguanten un ràfec decorat també amb esgrafiats. Per sobre d'aquest ràfec sobresurten dos balcons semicirculars amb barana de ferro forjat. La façana queda emmarcada, a partir del primer pis, per dues columnes nervades i anellades, motiu que es repeteix en altres immobles del barri.